# 詹姆斯·马拉佩
詹姆斯·马拉佩（英語：James Marape，1971年4月24日—）是巴布亚新几内亚政治人物及第八任巴布亚新几内亚总理。自2007年7月起代表赫拉省的塔里-波里縣，擔任巴布亚新几内亚国民议会議員。
2019年5月30日，马拉佩獲國會提名為新任總理，同日當選並宣誓就職。

## 早年生活
马拉佩在巴布亞新幾內亞高地的銘治（Minj）小學和卡比佛（Kabiufa）再臨宗中學就讀。1993年在巴布亞新幾內亞大學畢業並獲得文學學士學位；2000年在同校的環境科學系獲得研究生榮譽學位。2001年至2006年期間擔任負責人事管理部的助理政策助理部長。

## 政治生涯
马拉佩參加2002年全國大選，開始其政治生涯。當時他以人民進步黨的身份角逐塔里-波里縣的議席，但因為南高地省出現大規模暴力事件而令投票取消。翌年補選第二度參選，但他的支持者襲擊票站職員，令马拉佩支持度下滑，最終未能成功挑戰時任議員湯姆·唐庇亞皮。其向選舉爭議法庭挑戰結果，但被判敗訴，上訴同告失敗。
2007年大選中，马拉佩以國家聯盟黨身份，再次角逐塔里-波里縣的議席，終於成功擊敗唐庇亞皮。當選後不久獲总理迈克尔·索马雷任命為勞工、交通及民航局國會秘書，更被任命為特權委員會副主席和政府間關係議會轉介委員會成員。2008年12月16日至2011年8月2日期間擔任教育部長。翌年2月退出國家聯盟黨並轉投人民代表大會黨。
馬拉佩在2012年大選中連任。後獲總理彼得·奥尼尔任命為財政部長。
馬拉佩在2017年大選中繼續以人民代表大會黨身份出選，再度連任。
2019年4月11日，馬拉佩辭任財政部長，但繼續留任內閣閣員和國會議員。7日後，薩姆·巴紹接替馬拉佩成為新財長。馬拉佩在4月29日宣布退出人民代表大會黨。
早在5月初，馬拉佩已被點名為接替總理奥尼尔的潛在候選人。5月29日，奥尼尔宣布辭去總理一職。翌日，馬拉佩獲國會選舉成為新任總理，並在同日稍後時間宣誓就職。
2022年2月，馬拉佩前往北京參加2022年北京冬奧會開幕式後其COVID-19核酸檢測呈陽性。同年8月，在巴布亞紐幾內亞舉行國會選舉後，再度連任巴布亞紐幾內亞總理。